# St. John’s Catholic School for the Deaf Boston Spa
Die St. John's Catholic School for the Deaf ist eine Schule für gehörlose und schwerhörige Kinder in Boston Spa (Wetherby). Monsignor de Haerne, ein einflussreicher belgischer Priester und Senator, gründete die Schule 1870 mit Unterstützung der Genossenschaft der Töchter der christlichen Liebe vom heiligen Vinzenz von Paul in einem kleinen Haus in Handsworth. 1875 wurde die Schule nach Boston Spa verlegt. Dank der Bemühungen der Töchter der christlichen Liebe pflegt die Schule seit fast anderthalb Jahrhunderten das Ethos einer vinzentinischen Familie. Im Jahr 2020 feiert die Schule ihr 150-jähriges Bestehen.
Die St. John's Catholic School for the Deaf wird in der British Sign Language „Boston Spa“ genannt. Viele ehemalige Schüler sind heute Führungspersönlichkeiten, Pädagogen, Lehrer und Geschäftsleute in der Gehörlosengemeinschaft. Lara Crooks, eine ehemalige Schülerin, war regelmäßig Moderatorin von See Hear, einer Fernsehsendung für gehörlose und schwerhörige Menschen im Vereinigten Königreich. Auch der Weltumsegler Gerry Hughes war Schüler.
Die St. John's School bietet gehörlosen und schwerhörigen Kindern und Jugendlichen Tages- und Internatsunterricht. In der Grundschule wenden die Lehrer die Maternal Reflective Method im Englischunterricht an, die von Pater van Uden, einem niederländischen Oralisten der Gehörlosenanstalt in Sint-Michielsgestel entwickelt wurde. Im Bereich der über 16-Jährigen erhalten die Jugendlichen Mitschreiber, die sie beim Besuch lokaler Hochschulen, insbesondere des York College und des Askham Bryan College, unterstützen.
Im Jahr 2008 wurde sieben Männern, die Opfer eines pädophilen Priesters geworden waren, der zwischen 1975 und 1980 an der Schule beschäftigt war, eine Entschädigung zugesprochen.
Gabby Logan (die Schirmherrin der Schule) präsentierte am Ostersonntag 2009 einen Spendenaufruf auf BBC Radio 4, um Spenden für eine Expressive Arts Resource (EAR) zu sammeln. Das neue Theaterstudio wurde im Oktober 2012 von Monsignore John Wilson von der Diözese Leeds offiziell eröffnet.

## Spitzname
Der offizielle Name der Schule lautet zwar „St. John‘s Catholic School for the Deaf“, die ehemaligen Schüler und die Gehörlosengemeinschaft nennen sie jedoch „Boston Spa“, da sich dort das Dorf befindet und das Lippenlesen dieses Wortes einfacher ist.

## Französisch-Belgische Gebärdensprache
Boston Spa war die einzige Schule in England, die neben der British Sign Language eine andere Gebärdensprache verwendete, nämlich die Langue des Signes de Belgique francophone, die von den beiden Töchtern der christlichen Liebe aus Brüssel eingeführt wurde. Die St. Vincent's School for the Deaf (Tollcross) in Glasgow verwendete zuvor die Irish Sign Language.

## Sprachenpolitik
In den Anfangstagen wurde in Boston Spa die Langue des Signes de Belgique francophone verwendet, die aus de Haernes Schule in Brüssel importiert wurde. Nach dem Zweiten Weltkrieg beschloss man auf Wunsch der Eltern, die Lautsprache einzuführen. Eine St. Vincent's Unit wurde 800 Meter von der Hauptschule entfernt eingerichtet, um Kinder zu versorgen, die in der Hauptschule nicht zurechtkamen. Die St. Vincent's Unit führte schließlich Signed English ein, wobei die British Sign Language verwendet wurde. Die Schule hat van Udens Maternal Reflective Method übernommen, die gesprochenes Englisch anhand geschriebener Texte fördert.

## Die Kapelle
Die am 30. Oktober 1889 eröffnete Kapelle mit Tonnengewölbe wurde von Charles Hadfield im Stil der späten Tudor- und frühen elisabethanischen Epoche entworfen. Hadfields Vater war Matthew E. Hadfield, der in den Anfangsjahren der Schulsekretär war. Dort wurden zwei Gedenkfenster errichtet, eines für den Gründer Monsignore de Haerne und ein weiteres für den Schulsekretär Matthew E. Hadfield.

## Vorfälle
Im September 2008 einigte sich die römisch-katholische Diözese Leeds außergerichtlich mit sieben Männern, die die Schule in den 1970er Jahren besucht hatten und Opfer von Missbrauch durch einen pädophilen Priester der Schule geworden waren. Der Priester, Pater Neil Gallanagh, wurde wegen der Misshandlungen, die von 1975 bis 1980 an der Schule stattfanden, nicht inhaftiert, praktiziert oder kleidet sich jedoch nicht mehr als Priester.

## Ofsted-Berichte

### Inspektion 2015
Ofsted inspizierte die Schule im Februar 2015 und bewertete sie mit der Note 2 (Gut). Es hieß: „Die Schulleitung hat die guten Standards, die im vorherigen Inspektionsbericht festgestellt wurden, weiter ausgebaut“, „Der Unterricht ist fast immer gut, mit einigen Beispielen herausragender Praxis“, „Schüler, die die Oberstufe besuchen, machen ausgezeichnete Fortschritte“.

### Frühere Inspektionen
Ofsted  inspizierte die Schule im Oktober 2008 und bewertete sie mit der Note 4 (Mangelhaft) mit der Begründung, dass „erhebliche Verbesserungen erforderlich sind, um sicherzustellen, dass die Einstellungsrichtlinien und -verfahren der Schule alle gesetzlichen Anforderungen zum Schutz der Schüler erfüllen“, die „Effektivität der sechsten Klasse“ (16–19 Jahre) wurde jedoch mit der Note 1 (Hervorragend) bewertet. Ofsted führte im Januar 2009 eine weitere Inspektion durch und bewertete die Schule mit der Note 2 (Gut) mit der Begründung, „Die Schule hat die Angelegenheit rasch in Ordnung gebracht, und alle derzeit erforderlichen Verfahren zum Schutz der Kinder sind nun vorhanden.“ Bei einer Inspektion im Februar 2012 wurde die Schule mit der Note 2 (Gut) bewertet, wobei „Verhalten und Sicherheit der Schüler“ mit der Note 1 (Hervorragend) bewertet wurde. Ofsted inspizierte die Wohneinrichtungen der Schule im März 2013 und beurteilte die Schule in allen Kategorien als „Hervorragend“.

## Gabby Logan
Gabby Logan, die Schirmherrin der Schule, überreichte der Schule die Gabby Logan Gymnastics Trophy. Der Pokal wird jedes Jahr an den Schüler verliehen, der im Turnen die größten Fortschritte erzielt.

## Akademische Qualifikationen
Eine Umfrage von SIL International aus dem Jahr 2012 ergab, dass ehemalige Schüler der Boston Spa und Mary Hare School in Nordirland für höhere akademische Leistungen bekannt sind als in der Gehörlosengemeinschaft üblich und oft besser bezahlte und attraktivere Arbeitsplätze erhalten.